# Irene Richard
Irene Richard est une actrice de télévision britannique. Elle a joué le rôle de Charlotte Lucas dans Orgueil et Préjugés, la télésuite de 1980, aux côtés d'Elizabeth Garvie et David Rintoul, et celui d'Elinor Dashwood dans la version 1981 de Sense and Sensibility aux côtés de Tracey Childs (Marianne).

## Filmographie
- 1990: Inspecteur Morse (douzième épisode)
- 1981 : Sense and Sensibility
- 1980 : Orgueil et Préjugés
- 1975: The Good Life